# Геминден (Фелда)
Геминден (њем. Gemünden) општина је у њемачкој савезној држави Хесен. Једно је од 19 општинских средишта округа Фогелсберг. Према процјени из 2010. у општини је живјело 2.996 становника. Посједује регионалну шифру (AGS) 6535005.

## Географски и демографски подаци
Геминден се налази у савезној држави Хесен у округу Фогелсберг. Општина се налази на надморској висини од 259 метара. Површина општине износи 55,0 km². У самом мјесту је, према процјени из 2010. године, живјело 2.996 становника. Просјечна густина становништва износи 54 становника/km².